# Chinedu Obasi
Chinedu Obasi   (Enugu, 1 de juny de 1986) Chinedu "Edu" Obasi Ogbuke  és un futbolista nigerià que juga de davanter al 1899 Hoffenheim.

## Biografia
Nascut a Enugu, Nigèria, Obasi va començar la seva carrera futbolística al River Lane Youth Club Enugu i JC Raiders al seu país natal. Obasi va anar a Noruega al mateix temps que el seu compatriota Mikel John Obi; tots dos jugadors es van unir a Lyn. Obasi va fitxar per Lyn el 2004, però això va ser rebutjat per la FIFA, que va ordenar tant a Obasi com a Ezekiel Bala tornar a Lyn amb efecte immediat.
Obasi va debutar amb Lyn en el primer partit de la temporada, on va jugar 66 minuts, en un empat a 1 contra el Fredrikstad. Tanmateix, Obasi va lluitar per recuperar un lloc al primer equip i no va ser fins al 25 de setembre de 2005 que va marcar el seu primer gol de Lyn, en la victòria per 1-0 Brann. Malgrat això, Obasi va fer cinc aparicions en la seva primera temporada.
A la temporada 2006, Obasi no va jugar per l'equip a l'inici de la temporada a causa d'una disputa en curs amb el seu propi club. El 2 de juliol de 2006, va fer el seu primera aparició de la temporada en una victòria per 2-1 sobre Fredrikstad. Després, Obasi va marcar el seu primer gol amb el club el 6 d'agost 2006, en una victòria per 2-0 sobre el Molde, seguida de dos gols en el següent partit, amb una derrota per 3-2 contra el Stabæk. Tot i patir lesions durant la temporada, Obasi va acabar la seva segona temporada fent quinze aparicions i anotant vuit gols en totes les competicions. Per la seva actuació, Obasi va ser nomenat Jove Jugador de l'Any.
El 20 de desembre de 2006, es va anunciar un acord de transferència amb el conjunt rus Lokomotiv Moscou, i Obasi havia de traslladar-se al bàndol rus al gener. L'acord es va descarrilar, però, quan el president, el director esportiu i el gerent del Lokomotiv van ser acomiadats sis dies després.  Diversos dies després d'entrenar amb el Portsmouth de la Premier League, Obasi va signar un contracte amb Lyn, mantenint-lo fins al 2008. En el moment de la seva sortida de Lyn, Obasi havia fet onze partits i cinc gols en totes les competicions.
Al llarg de la seva carrera a Lyn, Obasi va estar relacionat amb moviments a clubs europeus, com ara Wigan Athletic, Manchester United, Chelsea, Arsenal i Barcelona. Malgrat les peticions de l'aleshores gerent Henning Berg,  el club esperava veure Obasi deixar el club a l'estiu, ja que l'alemany 1899 Hoffenheim es va tancar a fitxar-lo.